# コカ・コーラウエストジャパン
コカ・コーラウエストジャパン株式会社（Coca-Cola West Japan Co., Ltd.）は、かつて鳥取県、島根県、岡山県、広島県、山口県、福岡県、佐賀県、長崎県で事業展開していたコカ・コーラのボトラーである。

## 概要
母体となった旧北九州コカ・コーラボトリングがリコーの創業者市村清がつくった会社であることから、リコー三愛グループ「三愛会」の一員であった。
発足時、日本で最初にアンカー（広域）ボトラーとなった企業であり、会社発足時、アンカーボトラー化に伴い、日本コカ・コーラのみならず、米国コカ・コーラ本社も直接出資した。
2005年12月に近畿コカ・コーラボトリングと包括的な業務提携契約を結ぶことで合意、2006年7月1日に持株会社化して経営統合、持株会社化した旧社から現業部門が分離されて新社が発足。これにより既に子会社となっていた三笠コカ・コーラボトリングを含め、近畿地方・中国地方・北九州を管轄する巨大ボトラーとなり、事業規模でもサントリーに次ぐ国内清涼飲料販売第2位となった。
2009年元日付で、近畿、三笠とともに持株会社に吸収合併され（この会社の場合は再統一）解散。「コカ・コーラウエスト株式会社」となった。

## 沿革

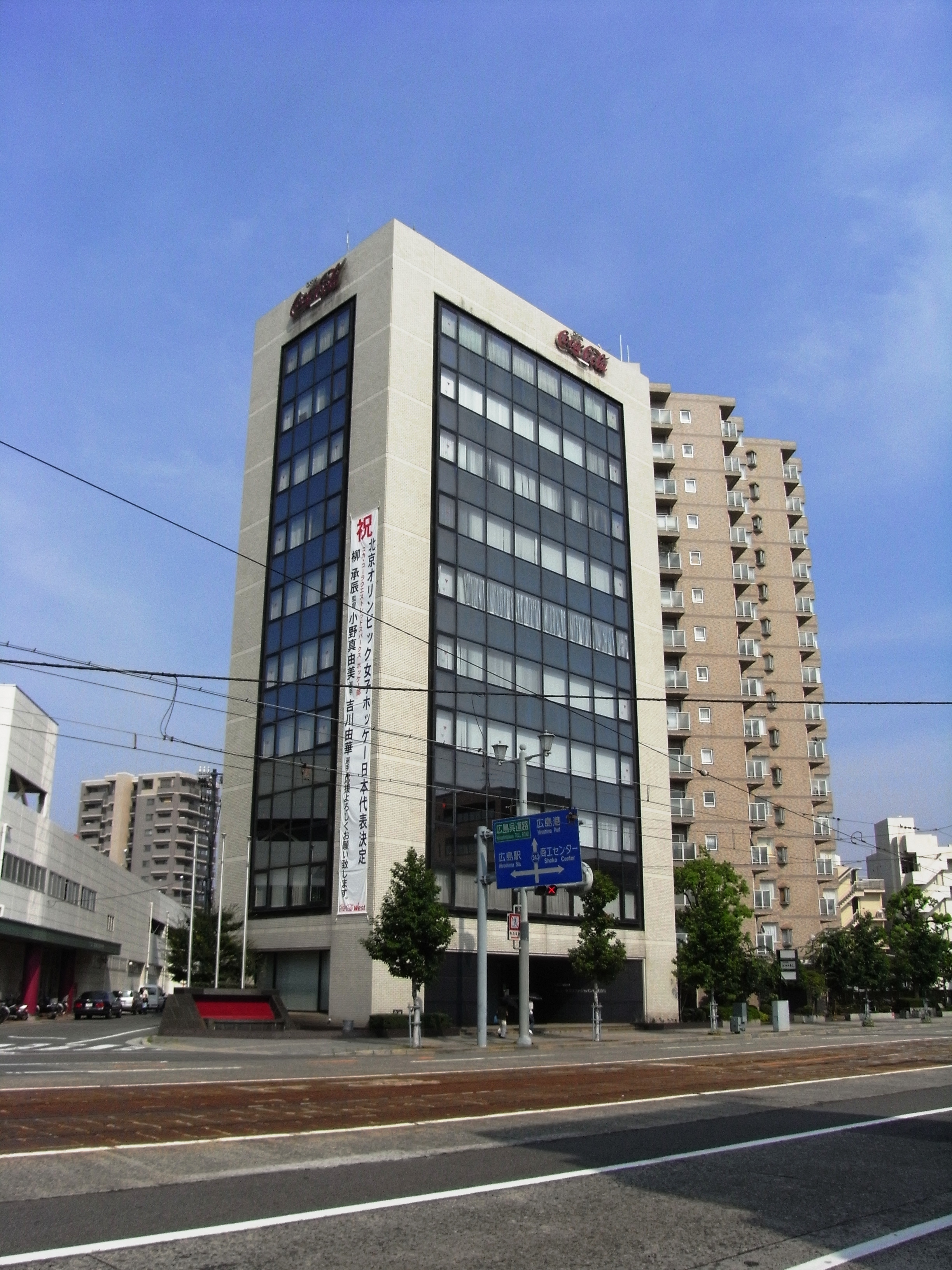
コカ・コーラウエストジャパン広島支店
（元山陽コカ・コーラボトリング本社）

- 1999年（平成11年）- 北九州コカ・コーラボトリングを存続会社として、山陽コカ・コーラボトリングを合併。（初代）コカ・コーラウエストジャパンへ改称。
- 2001年（平成13年）- 三笠コカ・コーラボトリングを子会社化する。
- 2006年（平成18年）7月1日 - 持株会社制に移行し、商号をコカ・コーラウエストホールディングス（CCWH）に変更。事業部門を分割し、新たに（2代目）コカ・コーラウエストジャパンを設立、株式交換で近畿コカ・コーラボトリングを傘下に収め、経営統合する。
- 2009年（平成21年）1月1日 - 当社と近畿・三笠のボトリング各社をCCWHに吸収合併させ、新生コカ・コーラウエストが発足。

## 工場

### コカ・コーラウエストジャパンプロダクツ株式会社（現・コカ・コーラウエストプロダクツ株式会社）
- 本郷工場（WHO）- 広島県三原市
  - 山陽コカ･コーラボトリング時代は缶製品専用工場であったが、現在ではPET製品の生産比率が高い。ボトル缶製品のラインも保有。
- 基山工場（WKI）- 佐賀県三養基郡基山町
  - 缶製品、PET製品、ガラスびん製品の製造が可能な大規模工場。
  - 近年需要が増している小型PETボトル無菌充填ラインが増設された。
  - 他工場のライン集約・統廃合の結果、容器返却可能のレギュラーサイズびん製品は当工場で集中的に生産され、四国や南九州等にも出荷されている。
- 鳥栖工場（WTO）- 佐賀県鳥栖市
  - 缶製品、レトルト缶製品、ボトル缶製品、小～中型PET製品の他に全国でも珍しい無菌充填缶コーヒーラインを保有し、主にエンブレムブランドのコーヒーを全国に出荷している。

### 他社の工場・廃止された工場
- コカ･コーラウエスト大山プロダクツ（WDA）- 鳥取県西伯郡伯耆町
  - 主に西日本に出荷される森の水だよりなどのミネラルウォーター製品を生産している。2016年1月に、コカ・コーラウエストプロダクツと統合。同社の大山工場となった（製造所固有記号に変更はない）。
- 広島工場（旧山陽コカ･コーラボトリング・廃止）
  - 廃止の際、PET製品製造ラインは本郷工場に移設された。